# 梁孔德
梁孔德，MH（1946年10月9日—），祖籍廣東順德杏壇鎮，畢業於香港培正中學，為香港製衣業商人，於1970年代創業，出口牛仔褲等到美國等海外市場，生意額過億美金。梁妻是港區全國人大代表梁劉柔芬，梁孔德亦是前任香港足球總會主席。

## 生平
梁孔德於雲南昆明出生，童年在廣州生活，1957年一家移居澳門。其雙親為口奔馳，長駐香港工廠打工。1959年，梁孔德轉到香港與父母同住，並入讀香港培正小學及香港培正中學，每逢吃飯時間帶隊到京士柏球場踢足球。
梁孔德在19歲時到美國伊利諾大學讀工程，除父母支付第一期的學費及旅費外，梁孔德需靠在餐廳做侍應半工讀獲取生活費。1969年，他在畢業後與同學劉柔芬在美國結婚。1975年，他與劉柔芬回港，在劉父的支持下成立製衣公司，繼而建立了Unionbay、Sergio Valente等暢銷美國的牛仔褲品牌。
1997年，梁孔德曾經出任南華體育會足球部副主任、也曾出任華協會長。在2007年6月的香港足球總會競選中，獲得愉園、南華、公民及香雪晨曦4間甲組球會的支持，原主席康寶駒見大勢已去遂退選，梁孔德遂當選為香港足球總會主席。梁孔德曾經在2005年参選挑戰主席康寶駒，結果以4票之差落選。2007年7月初，梁孔德於售賣2007年巴克萊亞洲錦標賽門票時，球迷因足總安排失當而被困大球場，梁孔德發表「野餐購票論」，遭受球迷猛烈抨擊，在輿論壓力下致歉。
2009年，梁孔德在足總周年同人大會上，在沒有對手情況下自動連任主席。。2009年10月，梁孔德表示已以逾500萬港元的價錢，將香港足球代表隊的3場亞洲杯外圍賽主場賽事的轉播權，售予一間國際中介公司，為了方便日本方面轉播，11月18日主場對日本之戰提早至下午6時30分開賽。梁孔德更承認有意調整日後代表隊比賽的票價。球迷對於提加票價，及提前在傍晚6時30分開賽表達了強烈不滿。
2010年2月，《壹週刊》報道揭發，香港足球總會在梁孔德就任主席短短兩年半間，由原本盈餘1,100萬港元，跌至去年只剩24萬現金，陷入前所未有的財政困局，甚至無力支付員工薪酬。報道指梁孔德於2008年賀歲盃短短3日，花費了1,200萬港元，更以15萬港元聘請打氣團，又被指用人唯親，以月薪8萬港元，聘用全無足球管理經驗的前赤柱監獄獄長梁錦有出任總幹事，專門負責將軍澳足球訓練中心項目，結果梁錦有在任10個月內，計劃了無寸進，梁錦有在壓力下辭職。梁孔德又在未經足總董事局同意下，私自調撥足總1百萬港元成立香港C隊參加預備組聯賽，惟球隊未夠1年便已解散。2015年9月3日，世界杯亞洲分區外圍賽，香港隊作客中國，在中國隊狂攻下以零比零賽和，在下半場臨近完場時，葉鴻輝撲救射門時撞柱受傷，令比賽暫停。賽後，葉鴻輝表示曾被中國隊球員鄭智辱駡為狗。梁孔德在9月4日接受無線電視節目訪問時，談及有關事件，他指葉鴻輝可能將「在地上太久」的「久」（音jiu）聽錯成「狗」（音gou），惟有關說法並不成立，因"jiu"和「狗」讀音相差太大，而一個正常的廣東人並不會將"jiu"聽錯為「狗」，相反，部分不懂普通話的香港人，會誤將「狗」讀成"jiu"。
2018年7月，梁孔德在立法會民政事務委員會在討論及檢討香港足總的「五年計劃」中表示香港超級足球聯賽難有出路，並透露足總正與中國足協磋商，有打算舉辦大亞灣聯賽（應為大灣區聯賽之誤）。而且指責香港人只去想港超聯賽，他自身當了十幾年香港足球總會主席看不到有出路云云。

## 名下馬匹
梁孔德與梁劉柔芬伉儷、子女梁耀宇、梁穎宇、梁麒繕（原名梁鎮宇）、女婿林振宇一家六口皆為香港賽馬會的會員、馬主，曾先後擁有名下馬匹「突飛猛進」、「南天王」、「托福」、「月亮人」、「力爭上游」、「綠勇士」、「活力勇士」、「精靈勇士」、「雷電勇士」、「勁力勇士」、「神彩勇士」、「尋寶勇士」、「精英勇士」、「騰達勇士」（由「綠勇士」開始，梁孔德家族名下馬以「勇士」兩字命名）。

## 外部連結
- 以足總主席名義發表的部落格 （页面存档备份，存于）